# ایزابلا والوآ، ملکه انگلستان
ایزابلا والوآ (انگلیسی: Isabella of Valois؛ ۹ نوامبر ۱۳۸۹ – ۱۳ سپتامبر ۱۴۰۹ (aged 19)) اهل فرانسه و ملکهٔ انگلستان به واسطهٔ ازدواج با ریچارد دوم بود.